# 鹿屋市
鹿屋市（日语：／ Kanoya shi */?）是位于日本九州大隅半島中央的城市，是大隅半島的行政、經濟、產業的中心，隸屬鹿兒島縣。當地人口約有10万人，在鹿兒島縣為人口第三多的城市，次於鹿兒島市和霧島市。當地特產包括黑豬、小型肉雞、花生和紅薯。市內坐落著日本唯一的國立體育大學鹿屋體育大學。
市名「鹿屋」的由來，根據鹿屋市史的資料，有以下幾種說法：
- 根據古事記和日本書紀的內容，認為是過去「熊襲」的首長鹿文（かや）的名字轉化而來。
- 過去在大隅地方上長有許多的茅草，因此從茅草（かや）的發音轉化而來。
- 過去有許多鹿在此棲息，因此從鹿的發音轉換而來。

## 歷史
鹿屋的地名最早出現在983年源順所著的和名類聚抄，其中提到了「姶良郡野裏串伎鹿屋伎刀」的地名。
在令制國時期屬於大隅國，鎌倉時代和室町時代在此也曾設有城，並作為大隅地區核心地區。
1936年日本海軍在此設置航空隊基地，並成為攻擊珍珠港的訓練中心，在二次大戰末期也是神風特別攻擊隊的出擊基地。戰後成為海上自衛隊的鹿屋航空基地。

### 年表
- 1871年8月29日：廃藩置縣後，現在的鹿屋市轄區隸屬鹿兒島縣。
- 1871年12月25日：進行府縣合併，改隸屬都城縣。
- 1873年1月15日：隨著宮崎縣的設置，再度改隸屬鹿兒島。
- 1889年4月1日：實施町村制，現在的轄區在當時分別屬於肝屬郡鹿屋村、花岡村、大姶良村、高隈村、西串良村、姶良村、百引村、 東囎唹郡市成村。
- 1896年4月1日：東囎唹郡市成村改隸屬囎唹郡（後改名為曾於郡）。
- 1912年12月13日：鹿屋村改制為鹿屋町。
- 1932年5月15日：西串良村改制並改名為串良町。
- 1936年4月：鹿屋海軍航空隊成立。
- 1941年5月27日：鹿屋町、花岡村、大姶良村合併為鹿屋市。
- 1945年9月：第二次世界大戰結束，聯合國軍隊在轄區的高須海岸登陸。
- 1947年10月15日：姶良村改制並改名為吾平町。
- 1955年1月20日：高隈村被併入鹿屋市。
- 1956年4月1日：百引村和市成村合併為輝北町。
- 1958年1月20日：垂水町（現在的垂水市）的根木原和櫻町地區被併入鹿屋市。
- 1987年3月 - 國鐵大隅線停駛。
- 2006年1月1日：鹿屋市、輝北町、串良町、吾平町合併為新設置的鹿屋市。

| 1889年4月1日   | 1889年-1910年  | 1910年-1930年               | 1930年-1950年                     | 1950年-1970年                     | 1970年-1990年                     | 1990年-現在               | 現在                      |
| -------------- | -------------- | --------------------------- | --------------------------------- | --------------------------------- | --------------------------------- | ------------------------- | ------------------------- |
| 囎唹郡市成村   | 囎唹郡市成村   | 囎唹郡市成村                | 囎唹郡市成村                      | 1956年4月1日 合併為輝北町         | 1956年4月1日 合併為輝北町         | 2006年1月1日 合併為鹿屋市 | 2006年1月1日 合併為鹿屋市 |
| 肝屬郡百引村   |                |                             |                                   | 1956年4月1日 合併為輝北町         | 1956年4月1日 合併為輝北町         | 2006年1月1日 合併為鹿屋市 | 2006年1月1日 合併為鹿屋市 |
| 肝屬郡鹿屋村   | 肝屬郡鹿屋村   | 1912年12月13日 改制為鹿屋町 | 1941年5月27日 合併為鹿屋市        | 鹿屋市                            | 鹿屋市                            | 2006年1月1日 合併為鹿屋市 | 2006年1月1日 合併為鹿屋市 |
| 肝屬郡花岡村   |                |                             | 1941年5月27日 合併為鹿屋市        | 鹿屋市                            | 鹿屋市                            | 2006年1月1日 合併為鹿屋市 | 2006年1月1日 合併為鹿屋市 |
| 肝屬郡大姶良村 |                |                             | 1941年5月27日 合併為鹿屋市        | 鹿屋市                            | 鹿屋市                            | 2006年1月1日 合併為鹿屋市 | 2006年1月1日 合併為鹿屋市 |
| 肝屬郡高隈村   |                |                             |                                   | 鹿屋市                            | 鹿屋市                            | 2006年1月1日 合併為鹿屋市 | 2006年1月1日 合併為鹿屋市 |
| 肝屬郡西串良村 | 肝屬郡西串良村 | 肝屬郡西串良村              | 1932年5月15日 改制並改名為串良町  | 1932年5月15日 改制並改名為串良町  | 1932年5月15日 改制並改名為串良町  | 2006年1月1日 合併為鹿屋市 | 2006年1月1日 合併為鹿屋市 |
| 肝屬郡姶良村   | 肝屬郡姶良村   | 肝屬郡姶良村                | 1947年10月15日 改制並改名為吾平町 | 1947年10月15日 改制並改名為吾平町 | 1947年10月15日 改制並改名為吾平町 | 2006年1月1日 合併為鹿屋市 | 2006年1月1日 合併為鹿屋市 |

## 交通

### 機場
- 鹿兒島機場（位於霧島市，搭乘巴士約需100分鐘）

### 鐵路
目前轄區內無鐵路經過。過去曾有國鐵大隅線通過，但已於1987年停駛。
- 國鐵
  - 大隅線：串良車站 - 下小原車站 - （肝付町轄區內2車站） - 吾平車站 - 永野田車站 - 大隅川西車站 - 鹿屋車站 - 大隅野里車站 - 大隅高須車站 - 荒平車站 - 古江車站

### 道路
高速道路
- 東九州自動車道：鹿屋串良交流道

## 觀光資源

### 觀光景點
- 鹿屋航空基地資料館：展示從舊日本海軍時代至現在的海上自衛隊的歷史資料，包括神風特攻隊的資料。
- 大隅湖（高隈水庫）
- 吾平山上陵：日本神武天皇父母之陵墓。
- 縣立大隅廣域公園
- 吾平町鐵道資料館（舊大隅線吾平車站遺址）

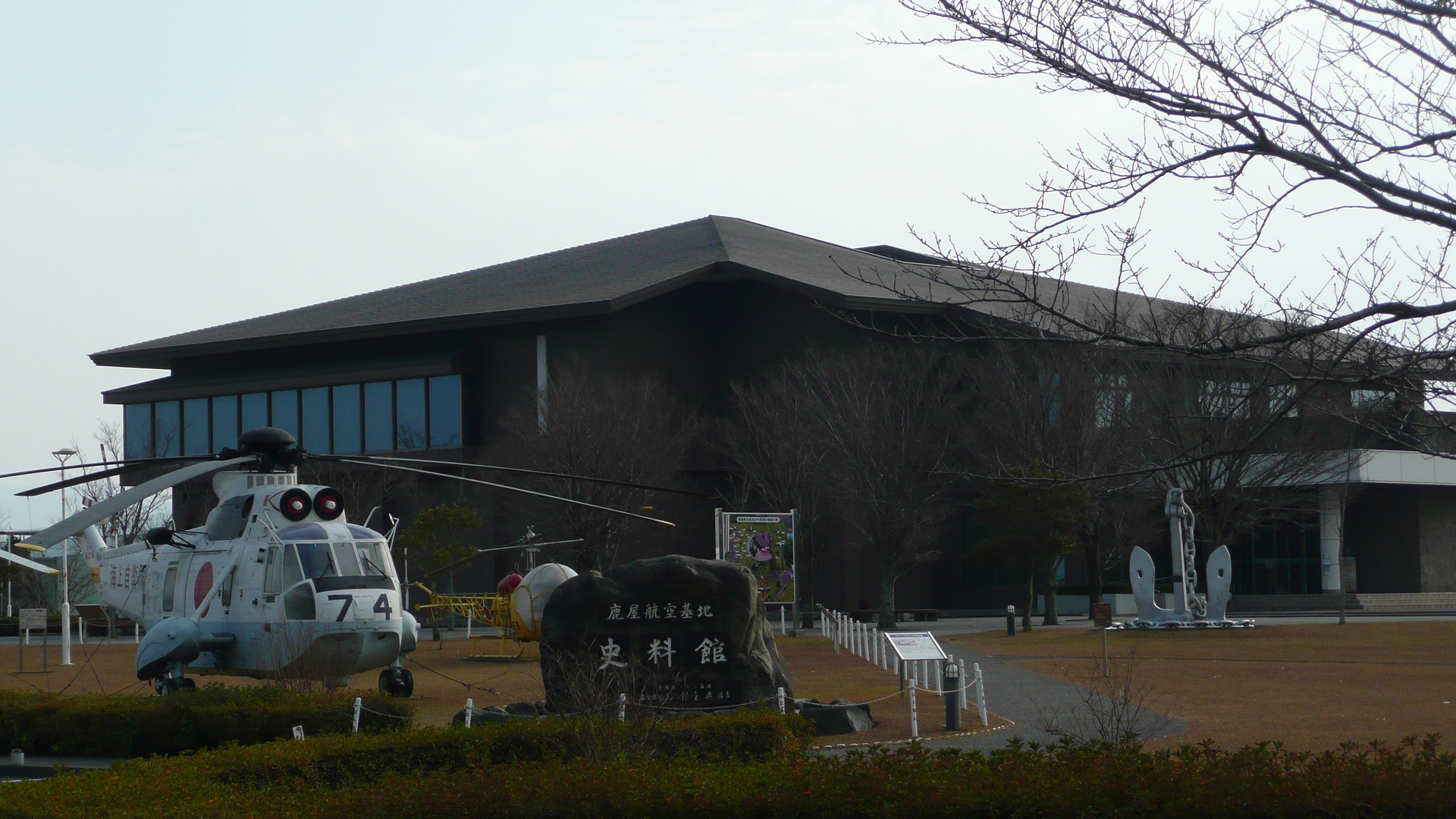
鹿屋航空基地史料館
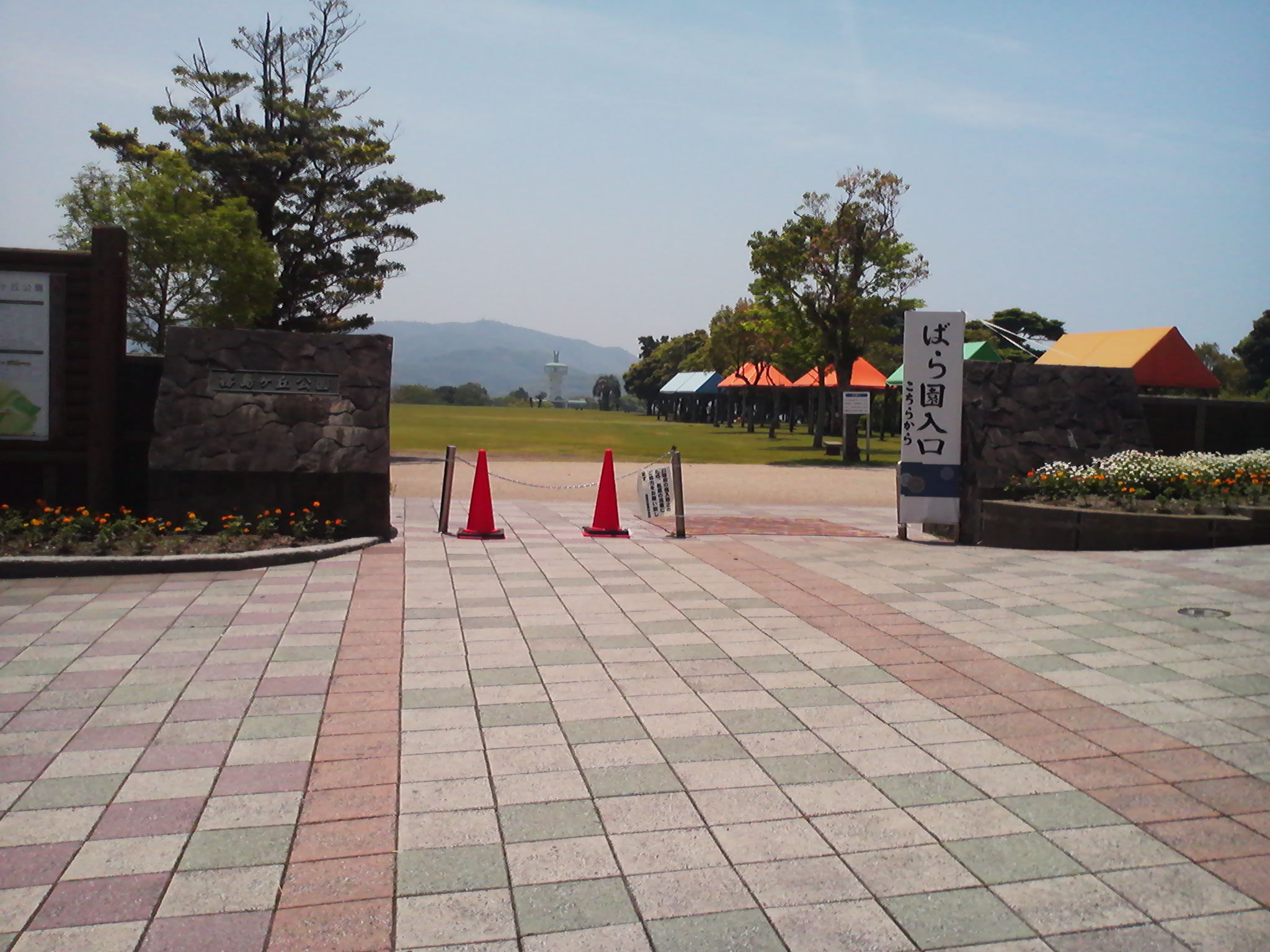
霧島ヶ丘公園
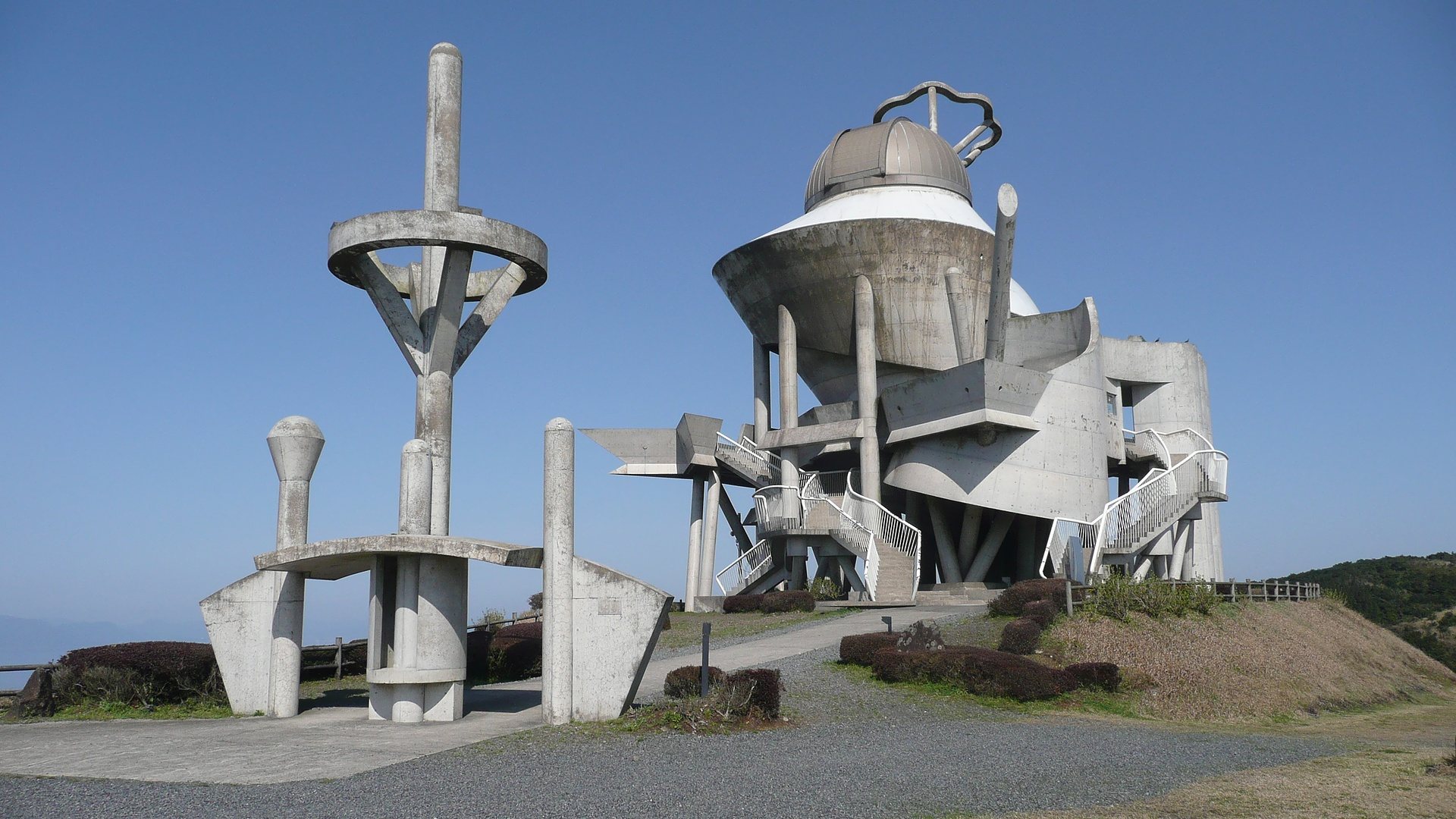
輝北天球館
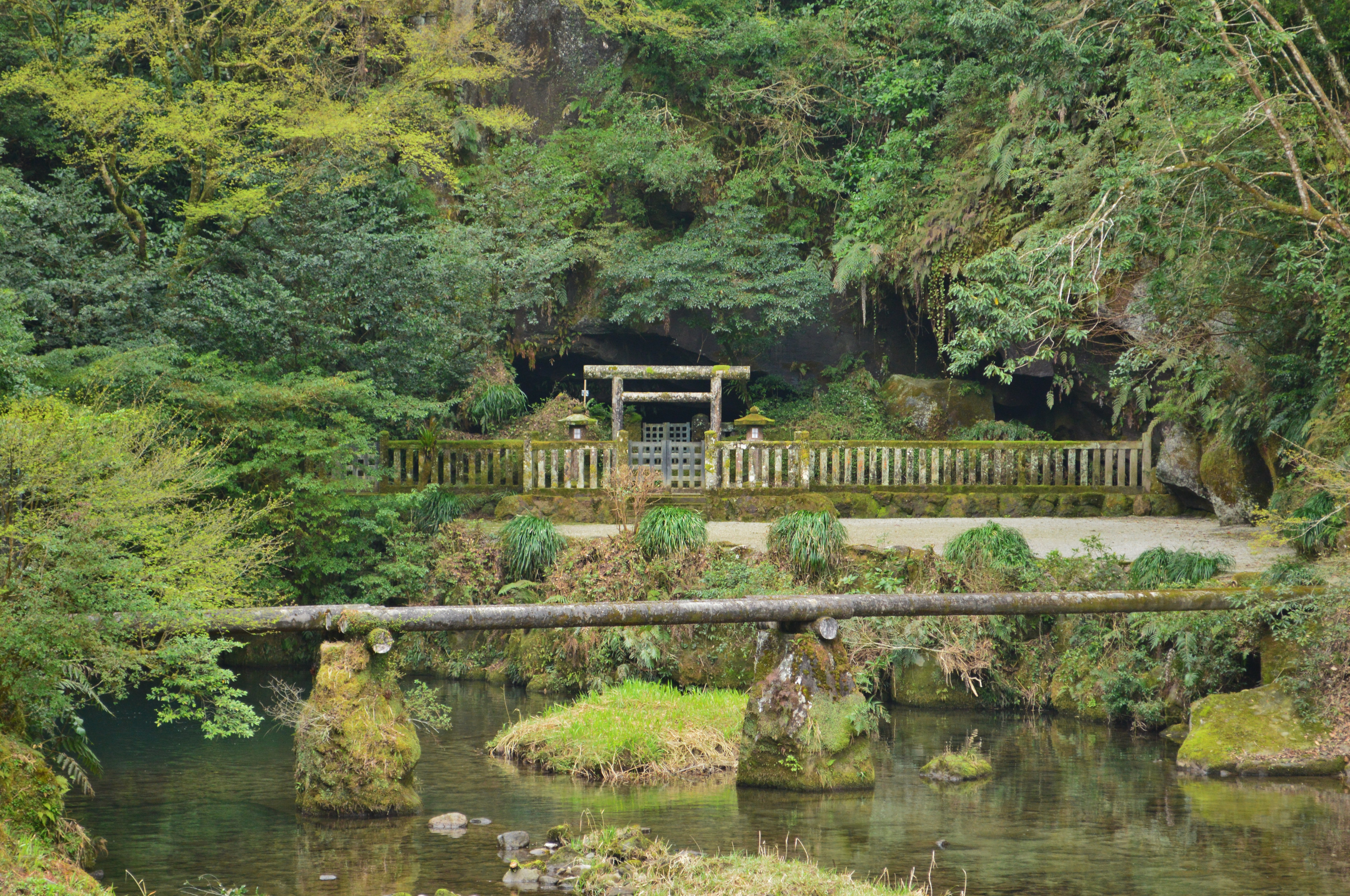
吾平山上陵
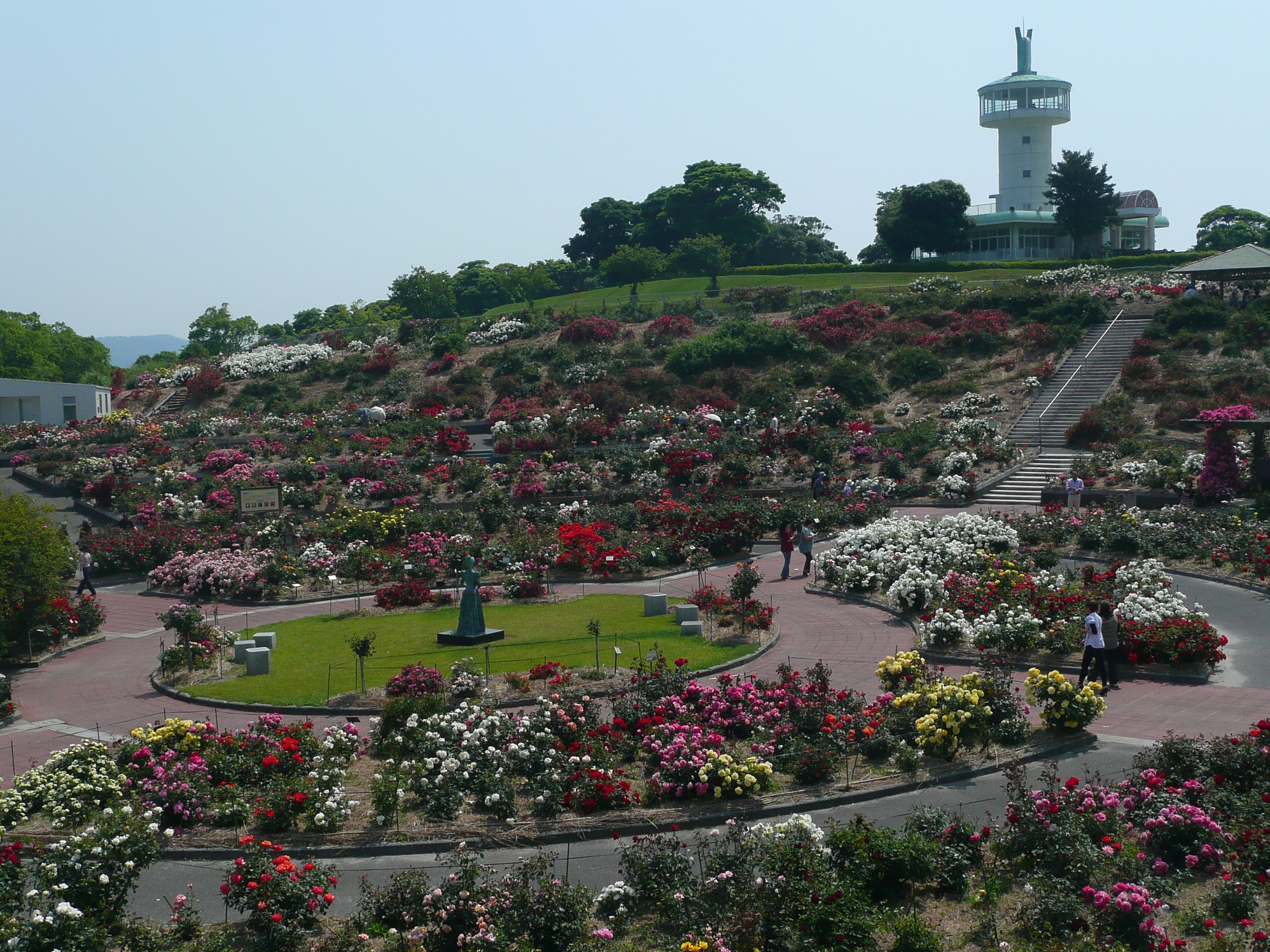
鹿屋玫瑰園
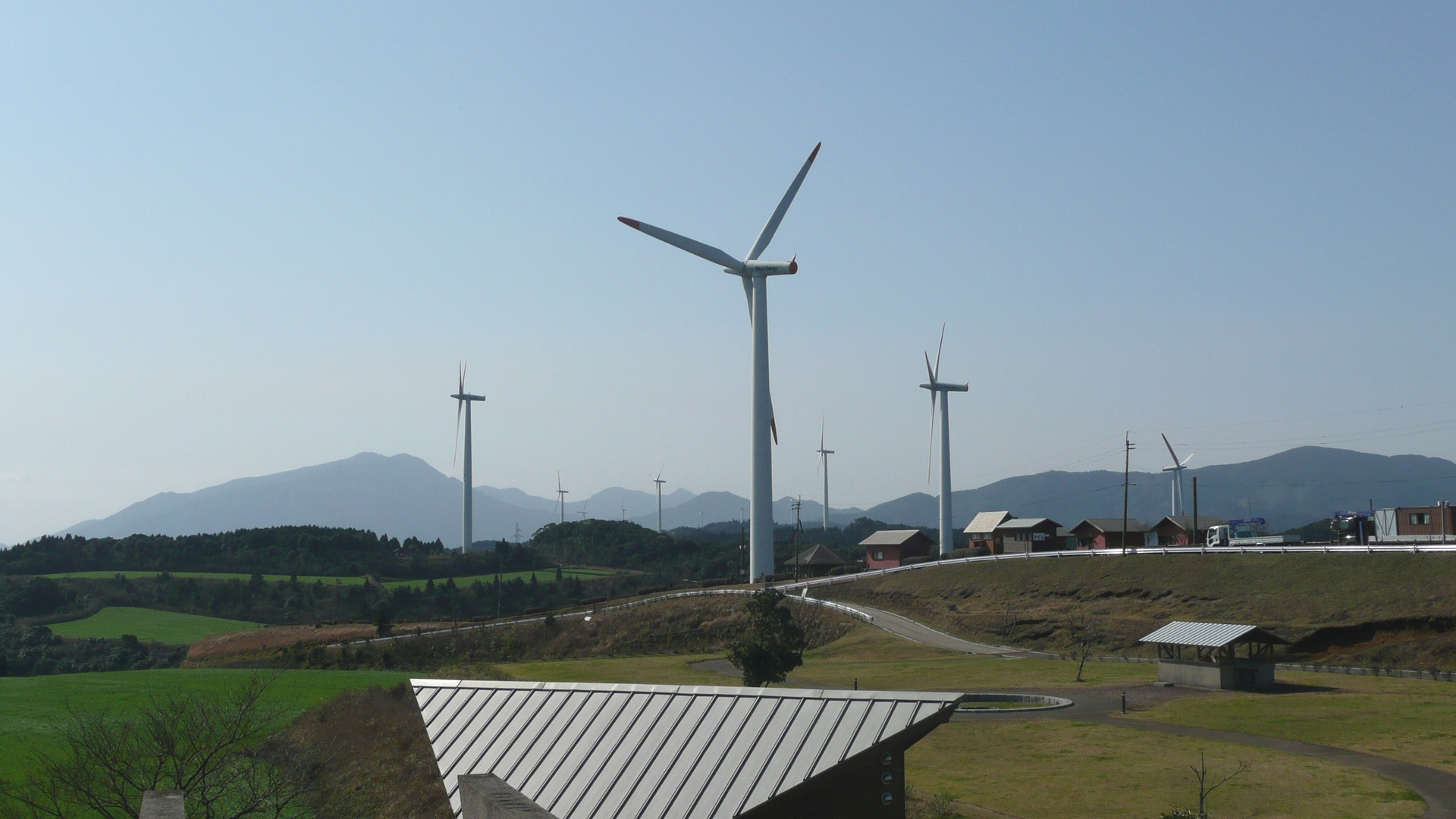
輝北風之農場
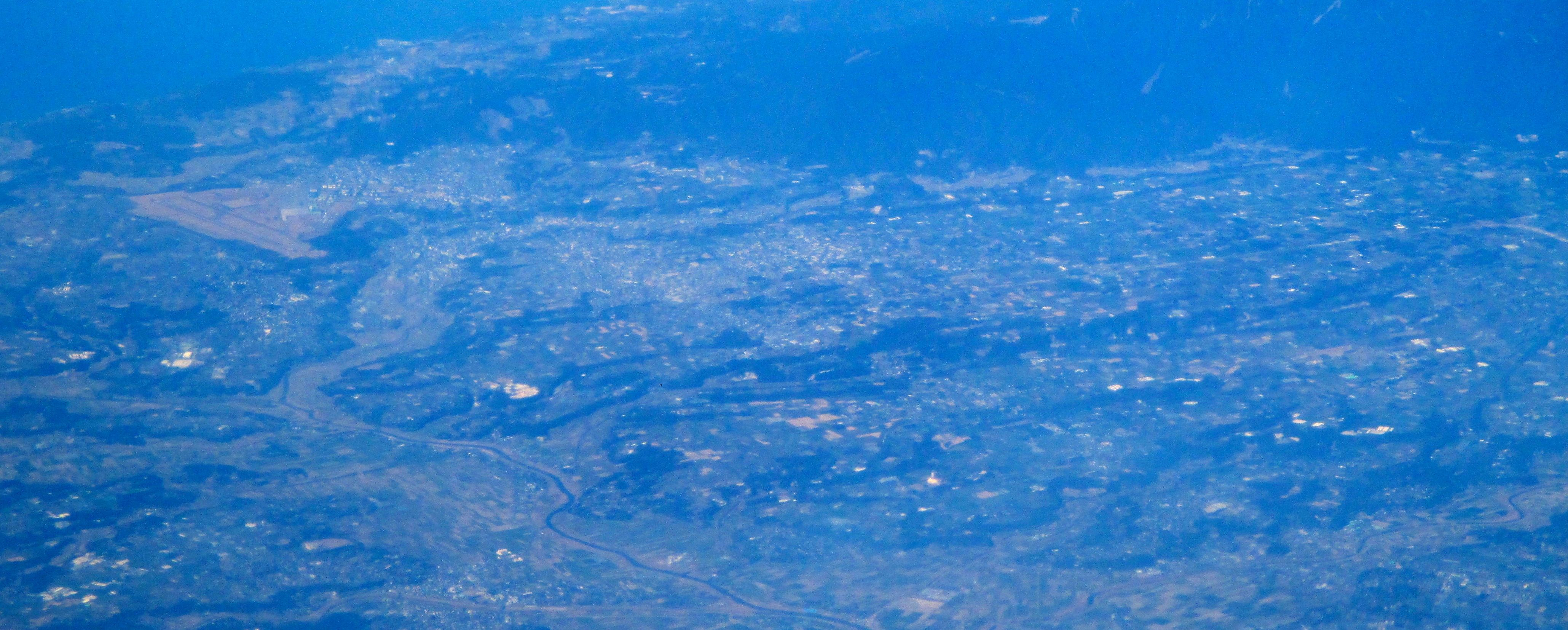
笠野原高原
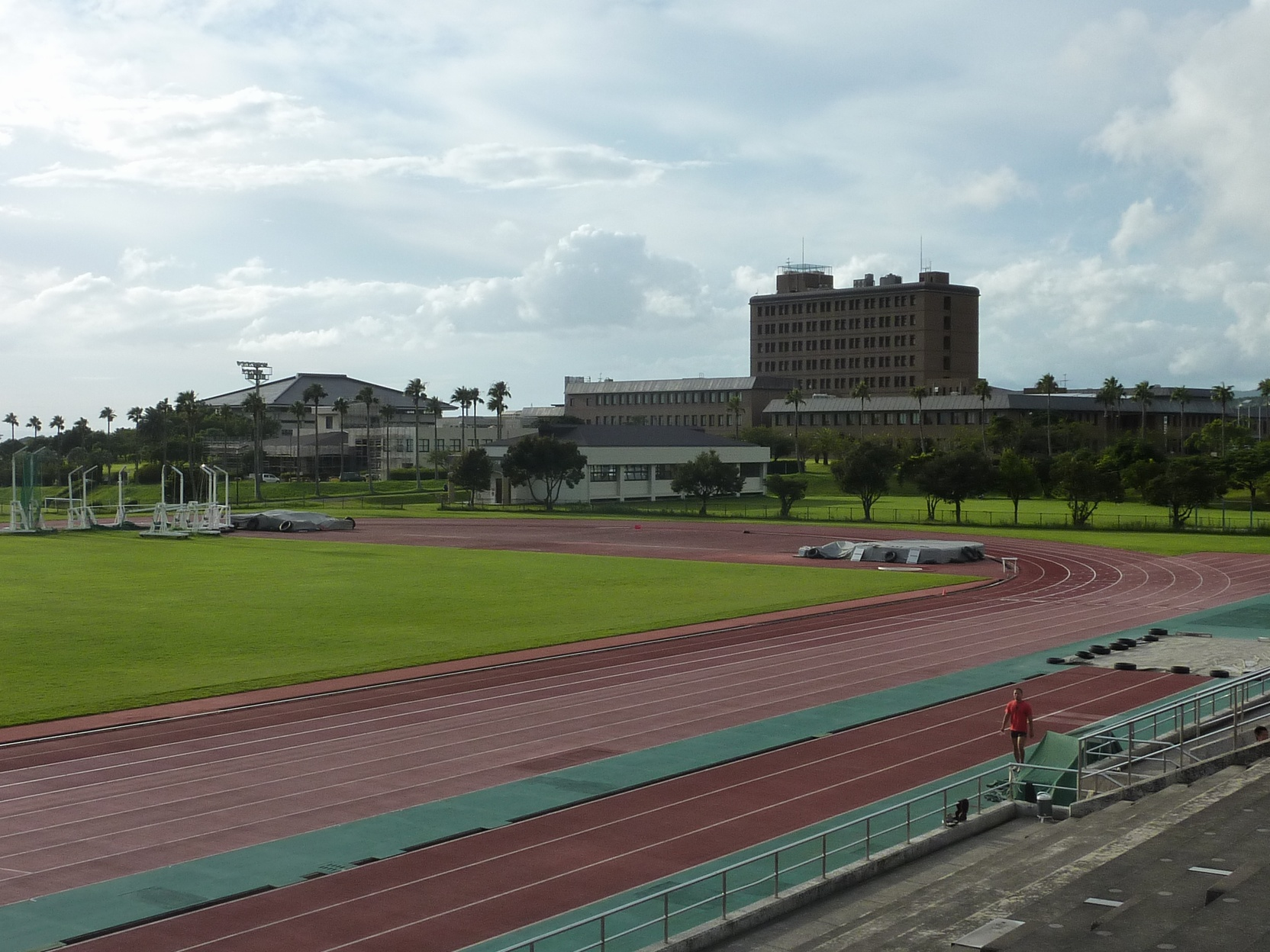
鹿屋體育大學
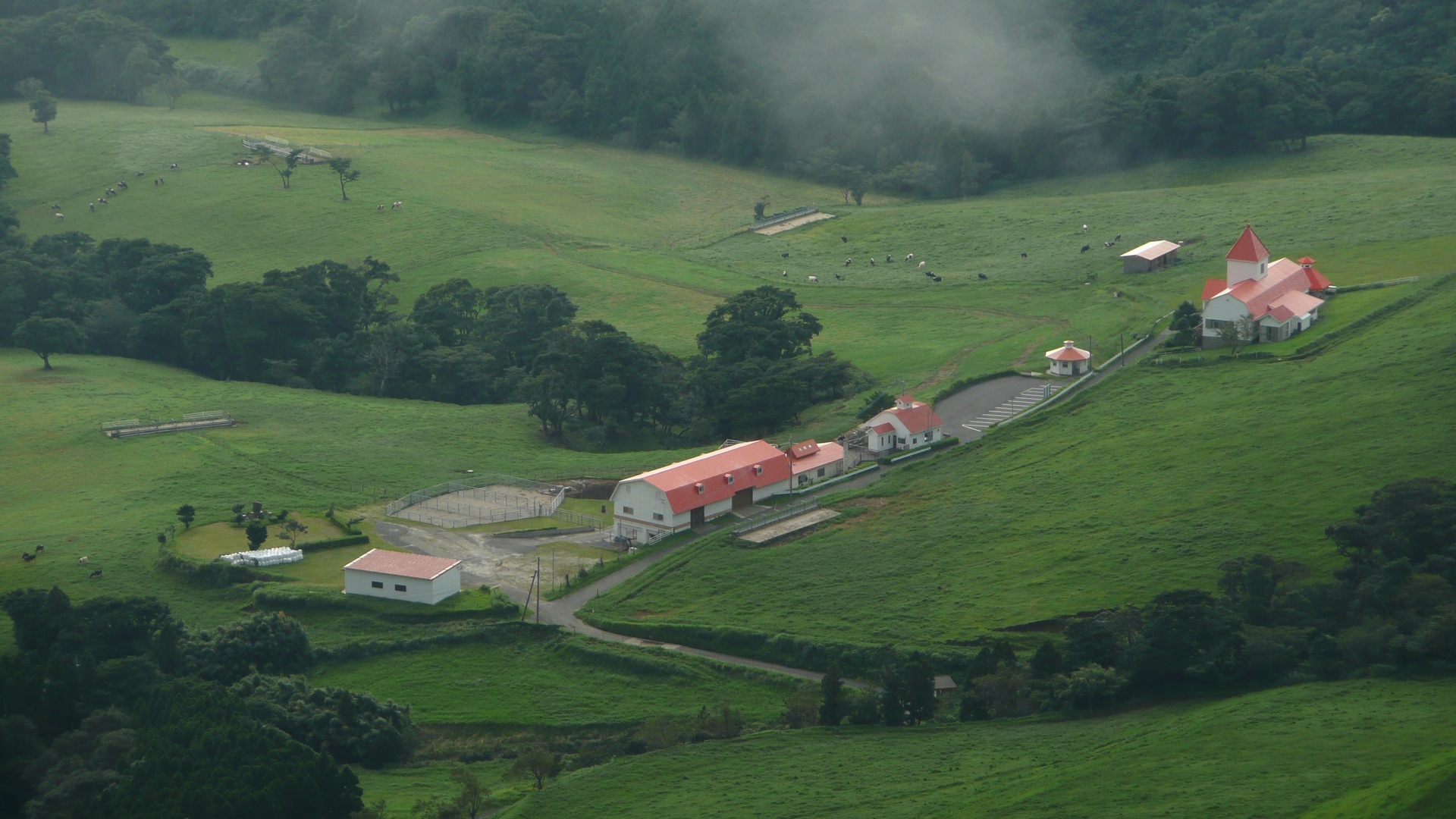
鳴之尾牧場
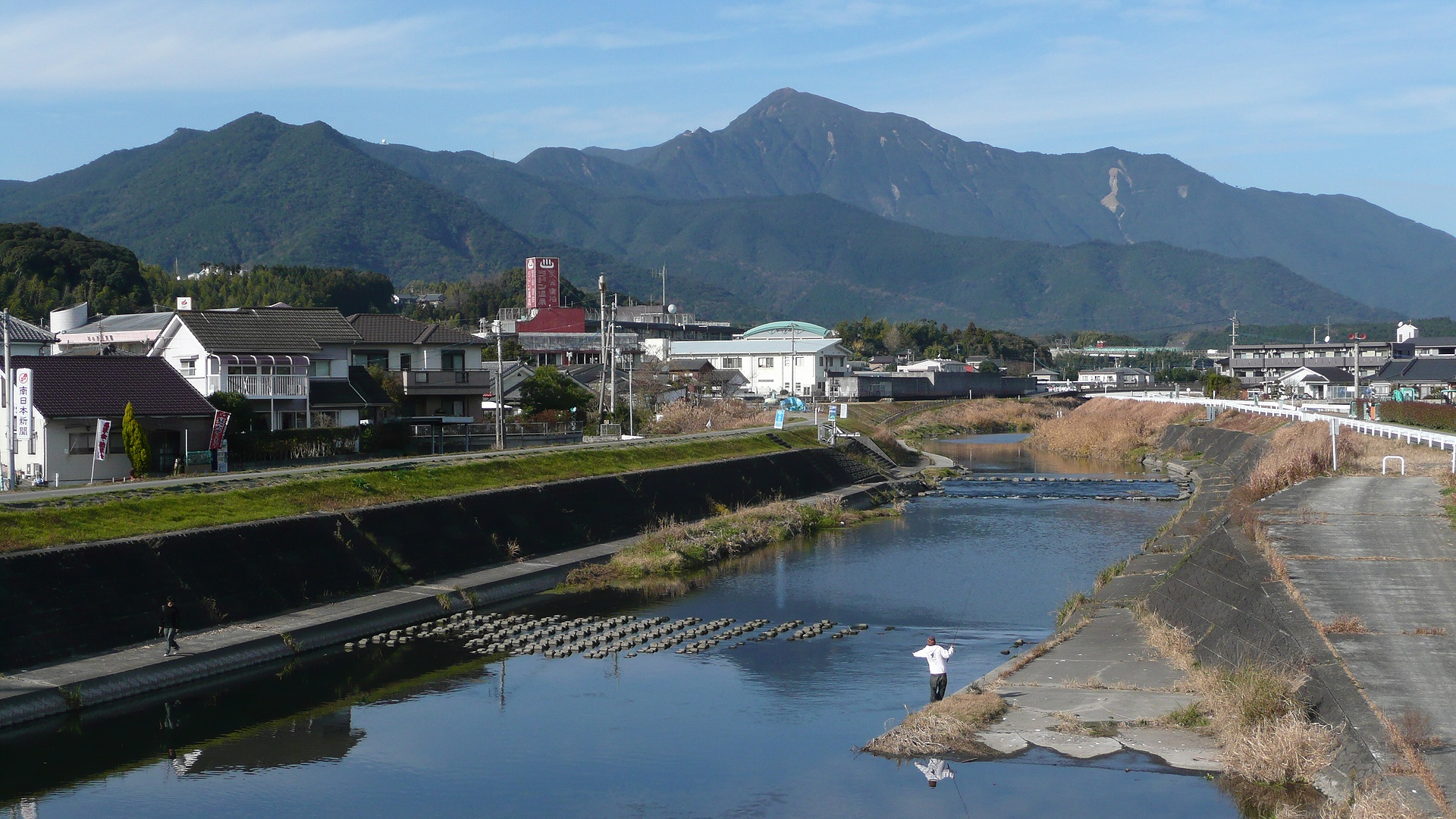
肝屬川

## 教育

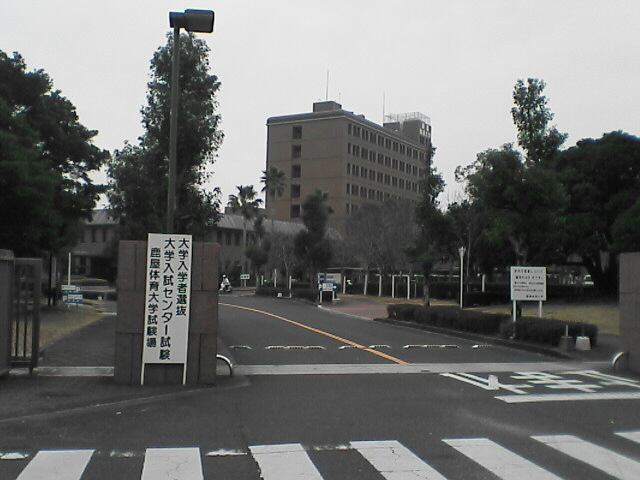
鹿屋體育大學正門

### 大學
- 鹿屋体育大學

### 專門學校
- 鹿屋市立鹿屋看護專門學校

### 高等学校
公立
- 鹿屋女子高等學校
- 鹿兒島縣立鹿屋高等學校
- 鹿兒島縣立鹿屋工業高等學校
- 鹿兒島縣立鹿屋農業高等學校
- 鹿兒島縣立串良商業高等學校
- 鹿屋市立鹿屋女子高等學校

私立
- 鹿屋中央高等學校

## 本地出身之名人

### 藝人
- 哀川翔：俳優
- 龜山努：前職業棒球選手、藝人
- 龜山忍：藝人
- 吉滿涼太（俳優）

### 體育
- 鄉原洋行：騎師、訓練師
- 柴田亞衣 ：游泳選手、日本第一位在奧運自由泳奪得金牌的女子選手
- 田中英雄：職業足球選手
- 錦洋幸治：關取
- 前田大和：職業棒球選手
- 吉永正人：騎師、訓練師
- 幸英明：騎師

## 外部連結
- （日語） 官方网站
- （日語） 鹿屋商工會議所（页面存档备份，存于）
- （日語） 維客旅行上的鹿屋市（页面存档备份，存于）
- OpenStreetMap上有關鹿屋市的地理